# Il coraggio di Blanche
Il coraggio di Blanche (L'Amour et les Forêts) è un film del 2023 diretto da Valérie Donzelli.
La pellicola è l'adattamento cinematografico del romanzo di Éric Reinhardt L'amore e le foreste (2014).

## Trama
Caen: Quando Blanche incontra una vecchia conoscenza, Grégoire, pensa di aver trovato l'uomo giusto e dopo una breve relazione lo sposa. Presto la coppia va a vivere a Metz, con Blanche, insegnante di francese a scuola, che fa la pendolare con Nancy. Nascono due figli, ma un primo momento difficile si presenta quando Blanche scopre che il marito non era stato trasferito a Metz, come le aveva detto, ma aveva espressamente chiesto di cambiare sede. Capisce e pian piano sperimenta che la vuole esclusivamente per sé, lontana non solo dalla famiglia ma anche dalle colleghe, con le quali non può nemmeno trascorrere un'ora in più a Nancy senza scatenare la sua gelosia. 
La possessività di Grégoire si fa sempre più soffocante, al punto da rendere Blanche perennemente stressata e soggiogata. In questo contesto, in segreto, si iscrive a un sito di incontri grazie al quale trova un uomo con cui passa una giornata d'amore nella sua abitazione in mezzo alla foresta. Grégoire nota la sua assenza inspiegabilmente lunga e comincia a tartassarla di domande, svegliandola persino di notte per sottoporla a estenuanti interrogatori. Dopo aver costantemente negato, Blanche ammette il tradimento, suscitando, oltre all'ira del marito, una nuova asfissiante e morbosa serie di domande su dove, come e con chi l'abbia tradito.
Un giorno, a scuola, Blanche sviene; poco tempo dopo, in preda alla confusione, fa un abuso di farmaci. Anche durante le settimane di degenza il marito viene quotidianamente a tormentarla. Attraverso una lettera, la donna spiega alla sorella gemella Rose la situazione, pregandola di portare con sé i figli in Normandia. Tornata a casa, Blanche prepara in fretta le valigie per partire e divorziare, ma Grégoire la blocca e tenta di strangolarla. Riuscita a sfuggirgli, racconta tutta la vicenda a un avvocato e porta il marito in tribunale, dopo aver fatto constatare i segni dello strangolamento.

## Critica
Un giudizio molto positivo sull'interpretazione dei protagonisti, la sceneggiatura, la regia e la fotografia è stato espresso in un articolo di Paolo Mereghetti il quale conclude: «Insomma, questo è proprio un bel film, che esce al momento giusto e affronta un tema – l’amore molesto maschile – che più attuale non potrebbe». Per Roberto Escobar, Il coraggio di Blanche «È un film profondo, e doloroso (...) che mette a nudo i meccanismi nascosti e crudeli che di un essere umano – forse più spesso di una donna – fanno la preda di un altro essere umano».

## Promozione
Il trailer del film è stato diffuso online il 3 maggio 2023.

## Distribuzione
Il film è stato distribuito nelle sale cinematografiche francesi da Diaphana a partire dal 23 maggio 2023 e presentato il 24 maggio al Festival di Cannes 2023, nella sezione non competitiva "Cannes Première".
È uscito nelle sale cinematografiche italiane il 3 maggio 2024.

## Riconoscimenti
- 2024 – Premio César[9][10]
  - Miglior adattamento a Valérie Donzelli e Audrey Diwan
  - Candidatura per il migliore attore a Melvil Poupaud
  - Candidatura per la migliore attrice a Virginie Efira
  - Candidatura per la migliore musica da film a Gabriel Yared
- 2024 – Premio Lumière[11]
  - Candidatura per il miglior attore a Melvil Poupaud